# Emil Feldberg Hansen
Emil Als Feldberg Hansen (født 6. april 2003 i Holbæk) er en tidligere cykelrytter fra Danmark, der senest var på kontrakt hos Restaurant Suri-Carl Ras.

## Restaurant Suri-Carl Ras
Efter han blev præsenteret som ny rytter hos Restaurant Suri-Carl Ras forud for 2022-sæsonen, og første sæson han skulle deltage i den danske A-klasse,  kørte Feldberg Hansen kun fire løb for holdet. Disse var i perioden 9. til 24. april, hvor han kun gennemførte ét. Derefter var han ikke længere nævnt på holdets hjemmeside over ryttere.